# Базаліївська сільська рада
Базалі́ївська сільська́ ра́да — адміністративно-територіальна одиниця та орган місцевого самоврядування в Чугуївському районі Харківської області. Адміністративний центр — село Базаліївка.

## Загальні відомості
Базаліївська сільська рада утворена в 1928 році.
- Територія ради: 47,697 км²
- Населення ради: 682 особи (станом на 2001 рік)
- Територією ради протікає річка Бурлучок.

## Населені пункти
Сільській раді були підпорядковані населені пункти:
- с. Базаліївка

## Склад ради
Рада складалася з 12 депутатів та голови.
- Голова ради: Штих Олександр Дмитрович
- Секретар ради: Пугачова Любов Миколаївна

### Керівний склад попередніх скликань
| Прізвище, ім'я, по батькові | Основні відомості                                                 | Дата обрання | Дата звільнення |
| --------------------------- | ----------------------------------------------------------------- | ------------ | --------------- |
| Штих Олександр Дмитрович    | Сільський голова, 1963 року народження, освіта вища, безпартійний | 26.03.2006   | 31.10.2010      |
| Штих Олександр Дмитрович    | Сільський голова, 1963 року народження, освіта вища, безпартійний | 31.10.2010   |                 |

Примітка: таблиця складена за даними сайту Верховної Ради України

### Депутати
За результатами місцевих виборів 2010 року депутатами ради стали:

#### За суб'єктами висування
| Суб'єкт висування                                       | Кількість обраних депутатів | %    |
| ------------------------------------------------------- | --------------------------- | ---- |
| Партія регіонів                                         | 4                           | 33,3 |
| Політична партія Всеукраїнське об'єднання «Батьківщина» | 4                           | 33,3 |
| Самовисування                                           | 4                           | 33,3 |

#### За округами
| № округу                                                | Прізвище, ім'я, по батькові  | Дата визнання обраним | Освіта             | Партійна приналежність                        | Відомості про обраного депутата                        |
| ------------------------------------------------------- | ---------------------------- | --------------------- | ------------------ | --------------------------------------------- | ------------------------------------------------------ |
| Партія регіонів                                         |                              |                       |                    |                                               |                                                        |
| 1                                                       | Сергієнко Володимир Петрович | 01.11.2010            | середня            | член Партії регіонів                          | тимчасово не працює                                    |
| 4                                                       | Жадан Валерій Миколайович    | 01.11.2010            | вища               | член Партії регіонів                          | Базаліївська загальноосвітня школа І-ІІІ ст., директор |
| 6                                                       | Штих Світлана Анатоліївна    | 01.11.2010            | середня            | член Партії регіонів                          | ПП Білоус с. Базаліївка, реалізатор                    |
| 12                                                      | Білоус Володимир Михайлович  | 01.11.2010            | середня            | член Партії регіонів                          | АФ «Базаліївський колос» ТОВ, тракторист               |
| Політична партія Всеукраїнське об'єднання «Батьківщина» |                              |                       |                    |                                               |                                                        |
| 2                                                       | Зубко Людмила Володимирівна  | 01.11.2010            | вища               | член Всеукраїнського об'єднання «Батьківщина» | Базаліївська сільська рада, головний бухгалтер         |
| 3                                                       | Карнаух Василь Миколайович   | 01.11.2010            | середня            | позапартійний                                 | тимчасово не працює                                    |
| 7                                                       | Пацюр Ірина Володимирівна    | 01.11.2010            | середня            | член Всеукраїнського об'єднання «Батьківщина» | Чугуївський територіальний центр, соцпрацівник         |
| 8                                                       | Гриценко Наталія Анатоліївна | 01.11.2010            | вища               | член Всеукраїнського об'єднання «Батьківщина» | Базаліївська сільська рада, інспектор-землевпорядник   |
| Самовисування                                           |                              |                       |                    |                                               |                                                        |
| 5                                                       | Штих Сергій Володимирович    | 01.11.2010            | вища               | позапартійний                                 | Базаліївська сільська рада, завідувач сільського клубу |
| 9                                                       | Пугачова Любов Миколаївна    | 01.11.2010            | незакінчена вища   | позапартійна                                  | Базаліївська сільська рада, секретар                   |
| 10                                                      | Криворучко Микола Іванович   | 01.11.2010            | середня            | позапартійний                                 | тимчасово не працює                                    |
| 11                                                      | Гімас Микола Петрович        | 01.11.2010            | середня спеціальна | позапартійний                                 | тимчасово не працює                                    |